# Das Erbe (2003)
Das Erbe (Arven) ist ein dänisches Filmdrama von Per Fly aus dem Jahr 2003. Das Erbe ist der zweite Teil einer Trilogie, wobei Die Bank (Bænken) der erste und Falsche Entscheidung / Totschlag (Drabet) der letzte Teil ist. Das Erbe spielt in der Oberschicht, Die Bank in der Unterschicht und Totschlag beleuchtet die sozialen Mechanismen in der Mittelschicht.

## Handlung
Kurz nachdem ihn sein Vater unangemeldet besucht hat, wird Christoffer (Ulrich Thomsen) aus seinem glücklichen und sehr erfolgreichen Leben in Stockholm gerissen, als er erfährt, dass sein Vater überraschend Selbstmord begangen hat. Seine Mutter Annelise (Ghita Nørby) übt bereits auf der Beerdigung massiven Druck auf ihn aus, nach Dänemark zurückzukehren, um die Leitung des maroden Familienunternehmens zu übernehmen.
Obwohl er seine schwedische Frau sehr liebt und ein erfolgreicher Restaurantbesitzer ist, fühlt er sich verpflichtet, die Leitung des Stahlkonzernes aus moralischen Gründen zu übernehmen. Christoffers Frau Maria (Lisa Werlinder) kann seine Entscheidung nicht verstehen und reagiert wütend und frustriert. Schließlich akzeptiert sie die Entscheidung, um ihre Beziehung zu retten und kündigt ihre Stelle als Schauspielerin am königlichen Theater in Stockholm.
Schnell frisst die Rettung des maroden Firmenimperiums Christoffers gesamte Zeit auf. Zudem zwingt ihn die wirtschaftliche Lage des Unternehmens einige skrupellose und taktische Entscheidungen zu treffen, die einen Keil in die Familie treiben.
Maria ist entsetzt über Christoffers rücksichtsloses Verhalten, verlässt ihn und kehrt nach Stockholm in ihr Künstlermilieu zurück.
In Christoffer stirbt alles ab, was sein vorheriges Leben ausmachte, er lässt sich scheiden und heiratet eine statusgerechte Frau, die genau weiß, wie sie sich in Oberschichtskreisen zu verhalten hat. Aus ihm wird ein pragmatischer, vernunftgesteuerter Firmenpatriarch.
Der Film endete mit einer Einstellung in Stockholm, wo er auf einer Bank vor dem Haus seiner Exfrau sitzt, nur um ihr nah zu sein.

## Auszeichnungen
- Bodil 2004: Bester Hauptdarsteller, Bester Nebendarsteller
- Robert 2004: Bester Regisseur, Bester Film, Bester Hauptdarsteller, Bester Nebendarsteller, Beste Nebendarstellerin, Beste Musik

## Kritik
„Per Fly taucht seinen Film in das tristeste Blau seit der Erfindung des Farbfilms. Die Figuren strahlen eine Kälte aus, als seien sie mit Stickstoff überzogen worden und packen den Zuschauer direkt an der Gurgel. Doch genau diese Kälte ist auch der Grund, weshalb „Das Erbe“ distanziert und wenig betroffen macht. Obwohl die Leistungen der Schauspieler durchweg makellos sind und in der Tradition des authentischen Kinos stehen - angefangen bei der glaubwürdigen Metamorphose von Ulrich Thomsen (Das Fest) und endend bei Ghita Nørbys Familienoberhaupt aus der Hölle - hat es der Zuschauer schwer, gewisse Entscheidungen nachzuvollziehen.“

„Ein ambitioniertes sozialpsychologisches Drama und zugleich eine aufwühlende Charakterstudie, die auf subversive Weise Gesellschaftskritik aus der Perspektive sozial Begünstigter formuliert.“